# Carlos Carbonero
Pour les articles homonymes, voir Carbonero.
Carlos Carbonero, né le 25 juillet 1990 à Bogota (Colombie), est un footballeur international colombien, qui évolue au poste de milieu de terrain aux Delfines del Este. 
Il participe à la Coupe du monde 2014 avec l'équipe de Colombie, où il ne prend part qu'à une seule rencontre (la seconde mi-temps du match de poule face au Japon).

## Biographie

### Palmarès

#### En équipe nationale
- 5 sélections et 0 but avec l'équipe de Colombie entre 2011 et 2014.

#### Avec l'Arsenal de Sarandí
- Vainqueur du Championnat d'Argentine en 2012 (Tournoi de clôture)
- Vainqueur de la Coupe d'Argentine en 2012
- Vainqueur de la Supercoupe d'Argentine en 2013

#### Avec River Plate
- Vainqueur du Championnat d'Argentine en 2012 (Tournoi Final)
- Vainqueur de la Coupe d'Argentine en 2013